# Paulos IV. (Konstantinopel)
Paulos IV. († 784) war Patriarch von Konstantinopel (780–784). Er wird in den orthodoxen Kirchen als Heiliger verehrt. Gedenktag ist der 30. August.

## Leben
Paulos kam aus Salamis auf Zypern. Er war Lektor in Konstantinopel.
Am 20. Februar 780 wurde er Patriarch von Konstantinopel. Er befürwortete die Verehrung von Ikonen, akzeptierte aber die Beschlüsse des Konzils von Hiereia.
784 trat er zurück und zog sich in das Floros-Kloster von Konstantinopel zurück. Dort starb er im Dezember 784.